# ژاک پیلس
ژاک پیلس (فرانسوی: Jacques Pills‎; ۷ ژانویهٔ ۱۹۰۶ – ۱۲ سپتامبر ۱۹۷۰) خواننده و هنرپیشه اهل فرانسه بود.
از فیلم‌ها یا برنامه‌های تلویزیونی که وی در آن نقش داشته‌است می‌توان به کن‌کن فرانسوی اشاره کرد.
پیلس به نمایندگی کشور موناکو در مسابقه آواز یوروویژن ۱۹۵۹ شرکت کرده بود.